# Domen Bizjak
Domen Bizjak (ur. 14 lutego 1985 w Kranju) – słoweński snowboardzista. Nie startował na igrzyskach olimpijskich. Jego najlepszym wynikiem na mistrzostwach świata w snowboardzie było 25. miejsce w Big Air na mistrzostwach w Kangwŏn. Najlepsze wyniki w Pucharze Świata w snowboardzie osiągnął w sezonie 2007/2008, kiedy to zajął 63. miejsce w klasyfikacji generalnej, a w klasyfikacji Big Air był szósty.

## Sukcesy

### Mistrzostwa Świata
| Miejsce | Dzień       | Rok  | Miejscowość | Konkurencja | Zwycięzca    |
| ------- | ----------- | ---- | ----------- | ----------- | ------------ |
| 25.     | 24 stycznia | 2009 | Kangwŏn     | Big Air     | Markku Koski |

### Puchar Świata

#### Miejsca w klasyfikacji generalnej
- 2003/2004 – –
- 2004/2005 – –
- 2005/2006 – 97.
- 2007/2008 – 63.
- 2008/2009 – 123.
- 2009/2010 – 78.

#### Miejsca na podium
1. Londyn – 31 października 2009 (Big Air) – 3. miejsce